# Søndeled
Søndeled is een plaats en voormalige gemeente in de provincie Agder. Tegenwoordig behoort het tot de gemeente Risør.
Søndeled ligt aan het einde van de Nordfjorden, die weer deel uitmaakt van de Søndeledfjorden. In 1964 werd de gemeente door Risør geannexeerd. Deze had toen 3.134 inwoners.

## Bezienswaardigheden
- De kruiskerk van Søndeled stamt uit de 2e helft van de 12e eeuw en wordt omgeven door een oud kerkhof.
- De zaalkerk Frydendal kirke werd gebouwd in 1879 en ontworpen door Hendrik Nissen.

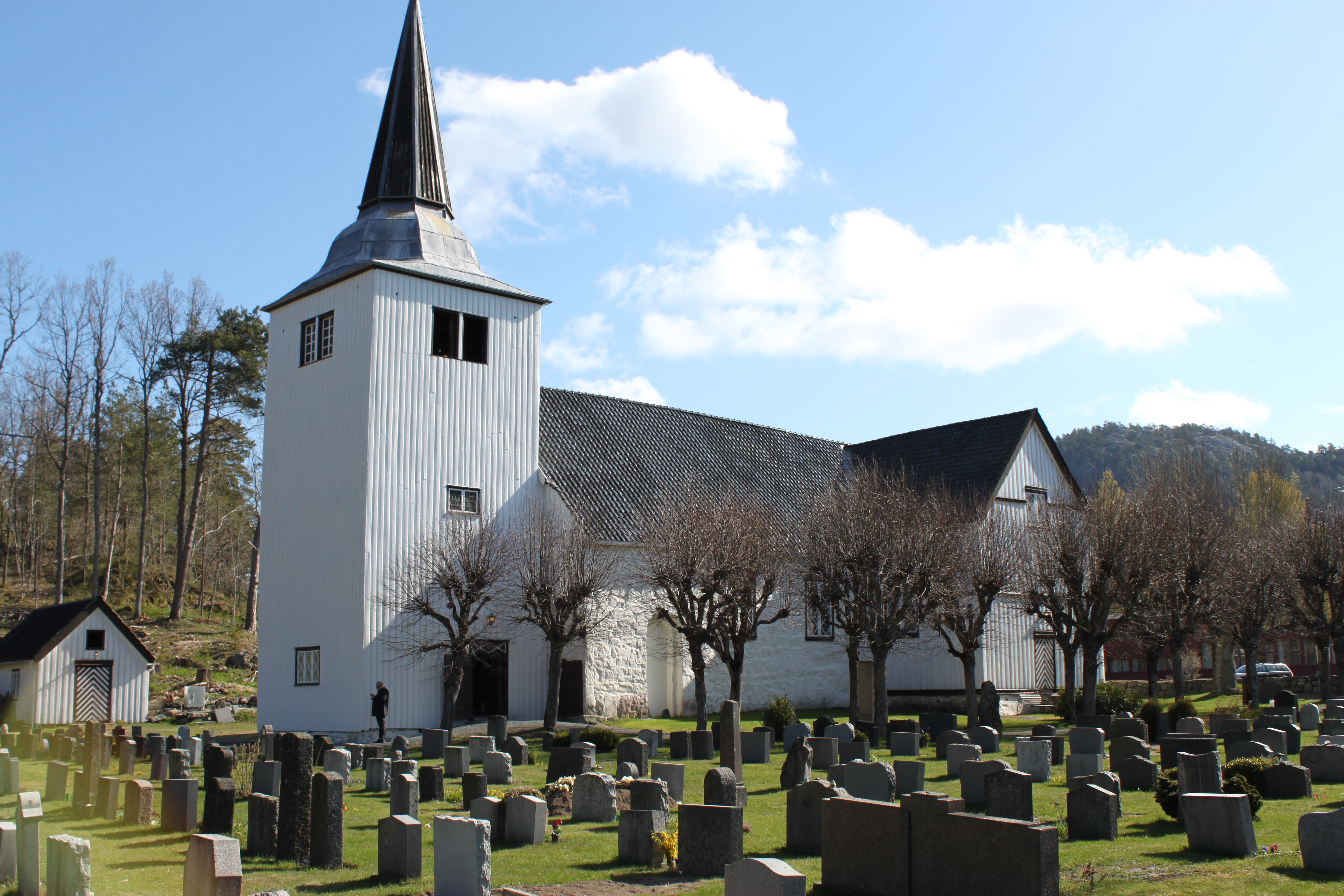
Kerk van Søndeled
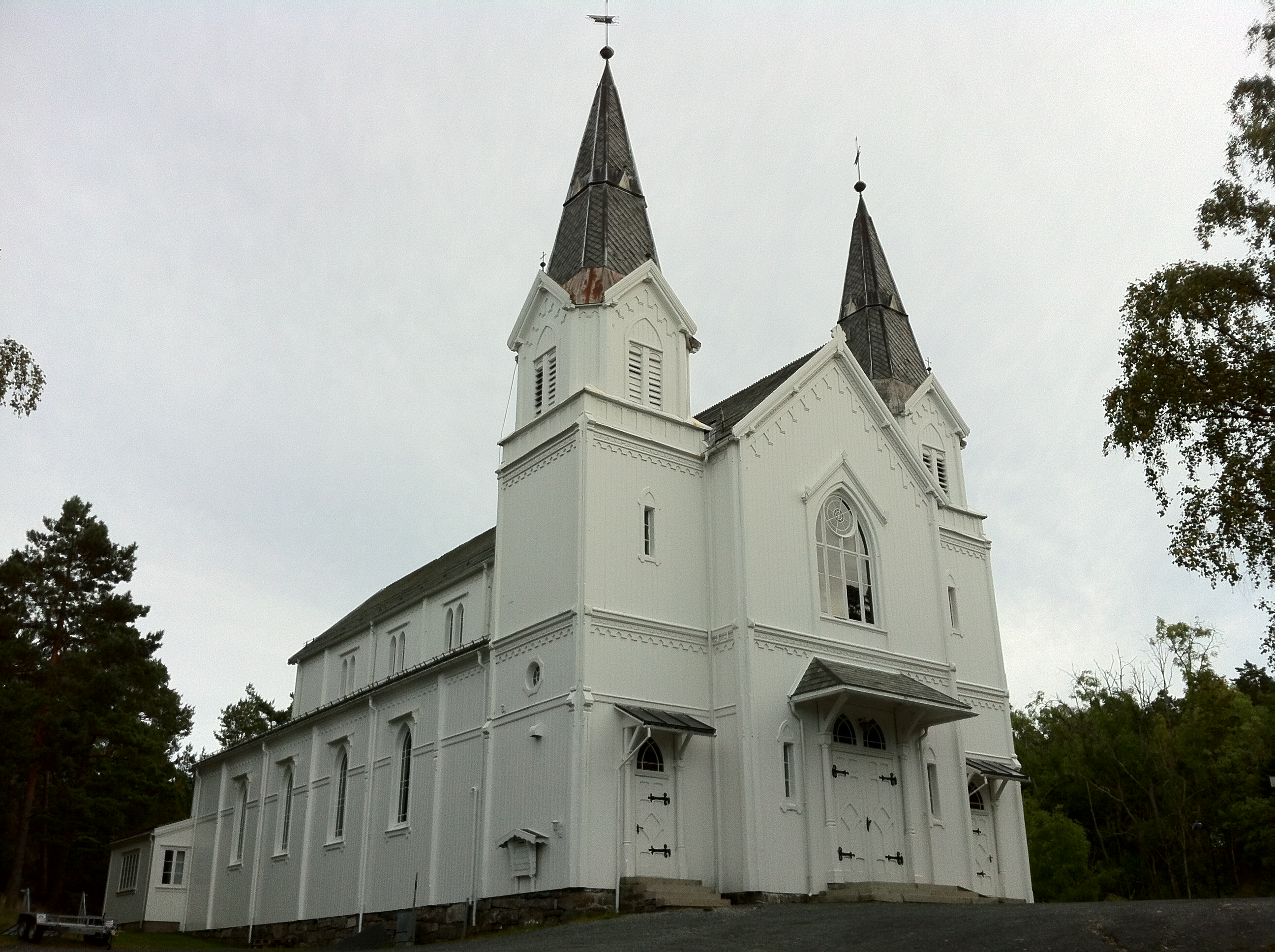
Frydendal kirke
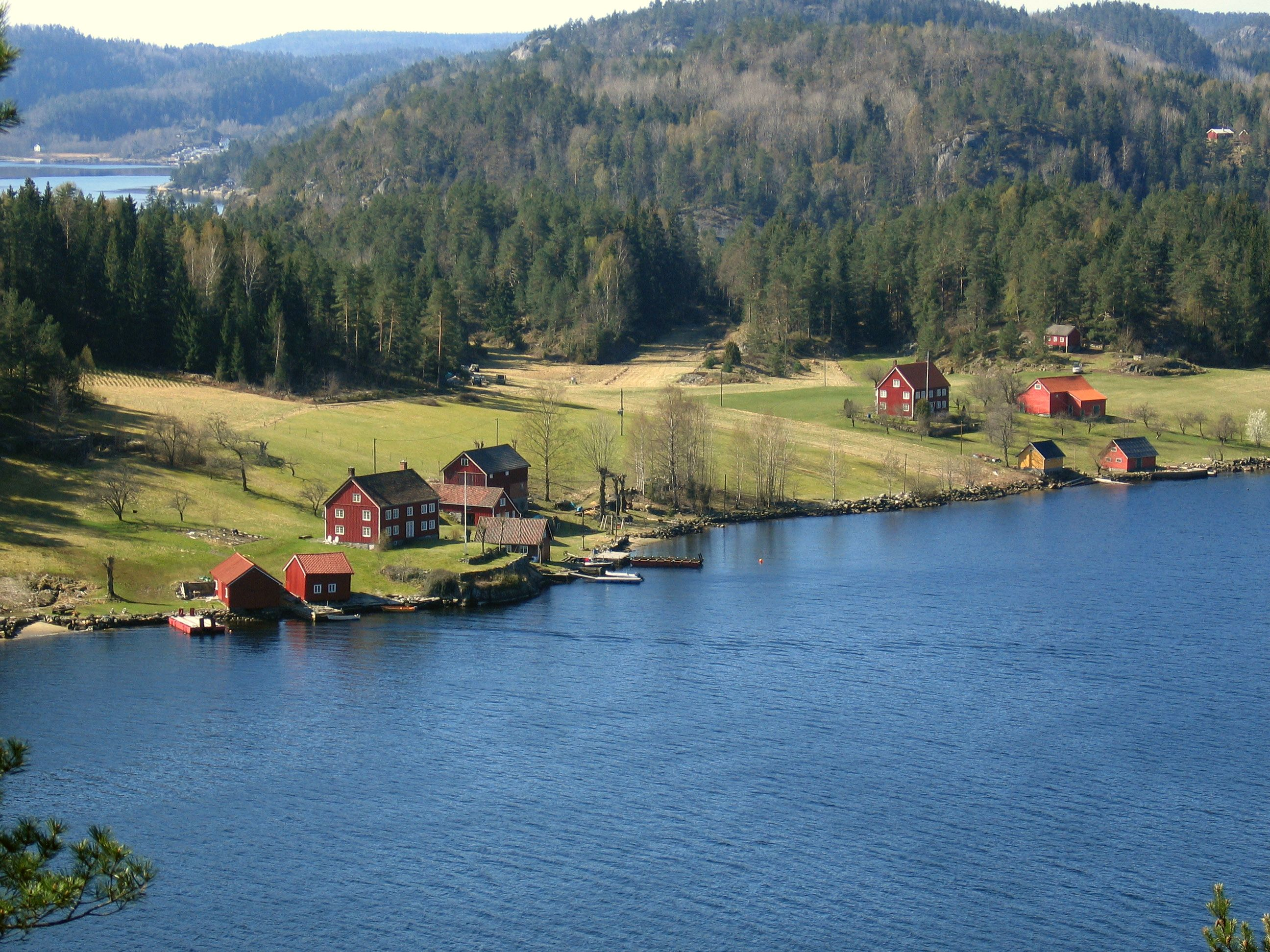
Søndeledfjorden